# 湄兰县
湄兰县，是泰国南部北大年府的一个县。总面积89.2平方公里，总人口14863人，人口密度166.6人/平方公里（2005年）。

## 行政区划
湄兰县辖有3个区，22个村。